# خوزه ماریا پاسو
خوزه ماریا پاسو (اسپانیایی: José María Pazo‎؛ زادهٔ ۴ آوریل ۱۹۶۴) بازیکن فوتبال اهل کلمبیا است.
از باشگاه‌هایی که در آن بازی کرده‌است می‌توان به باشگاه فوتبال اتلتیکو ناسیونال و باشگاه ورزشی اتلتیکو جونیور اشاره کرد.
وی همچنین در تیم ملی فوتبال کلمبیا بازی کرده‌است.